# Eumops bonariensis
Eumops bonariensis — вид кажанів родини молосових.

## Середовище проживання
Країни мешкання: Аргентина, Беліз, Бразилія, Колумбія, Коста-Рика, Еквадор, Сальвадор, Французька Гвіана, Гватемала, Гаяна, Гондурас, Мексика, Нікарагуа, Панама, Парагвай, Перу, Суринам, Уругвай.

## Стиль життя
Ці кажани живуть в групах, які зазвичай складаються з 10-20 осіб, що влаштовують сідала на висоті не менше 6 метрів від землі. Комахоїдний. Відтворення відбувається в жовтні-листопаді. 